# Pienisaari (ö i Mellersta Finland, Jyväskylä, lat 62,12, long 25,36)
Pienisaari är en ö i Finland. Den ligger i sjön Surkee och i kommunen Jyväskylä i den ekonomiska regionen  Jyväskylä ekonomiska region  och landskapet Mellersta Finland, i den södra delen av landet, 220 km norr om huvudstaden Helsingfors. Öns area är 0,5 hektar och dess största längd är 120 meter i sydväst-nordöstlig riktning.